# Orectochilus brincki
Orectochilus brincki is een keversoort uit de familie van schrijvertjes (Gyrinidae). De wetenschappelijke naam van de soort is voor het eerst geldig gepubliceerd in 1948 door Ochs.